# Hyles lineata
A Hyles lineata é uma espécie de mariposa nativa da América do Norte.

## Descrição

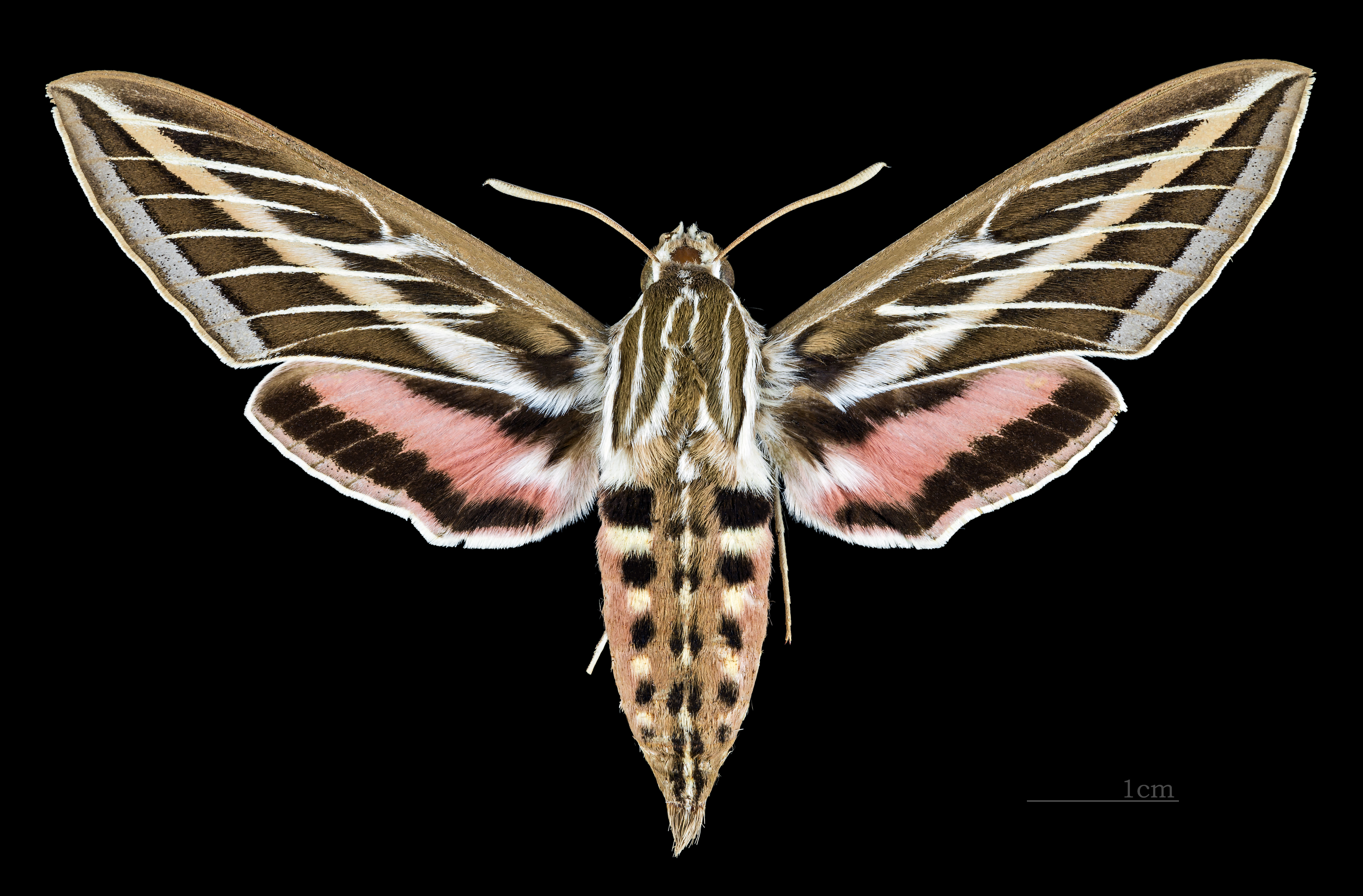
♀
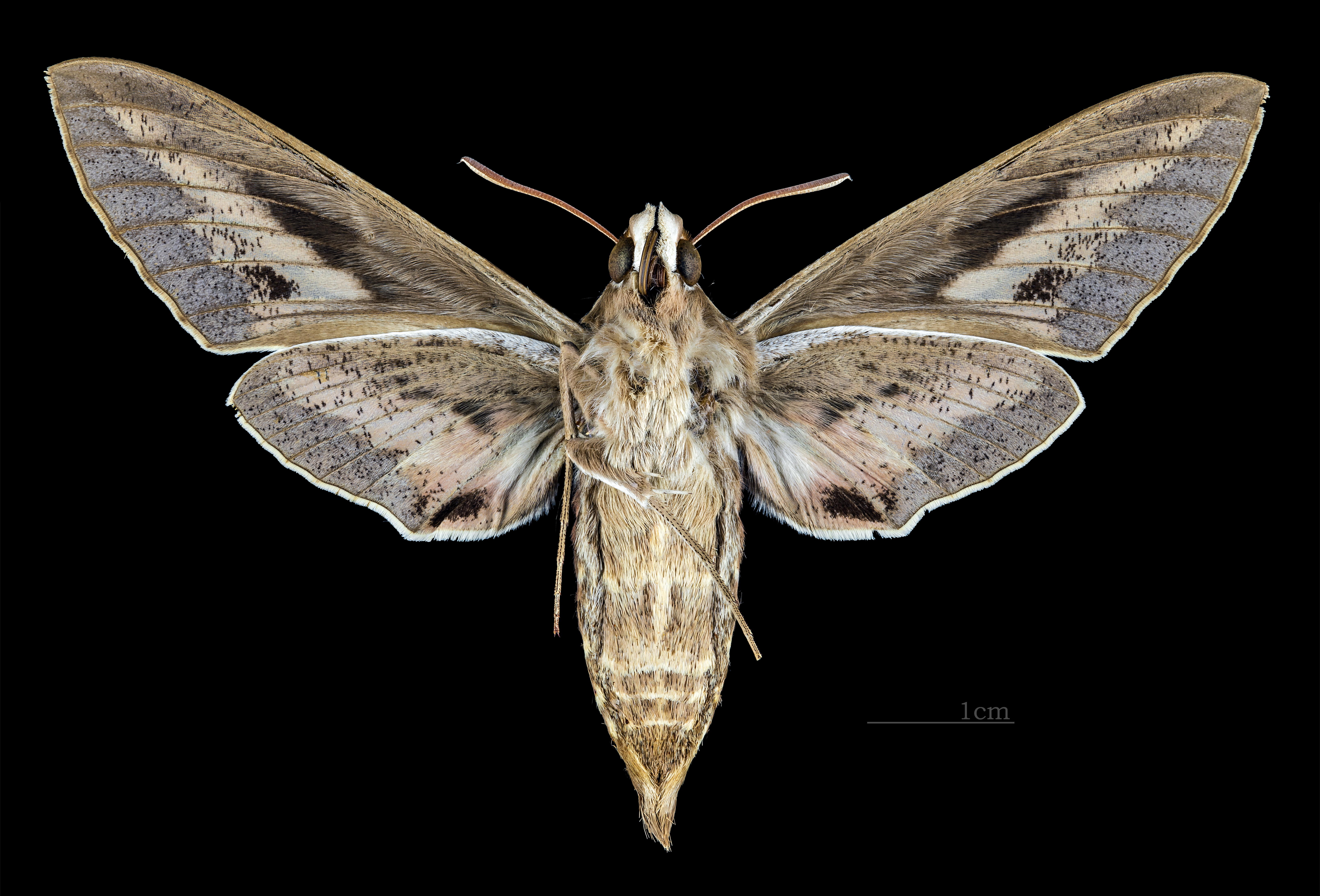
♀ △